# Quercus hopeiensis
Quercus hopeiensis är en bokväxtart som beskrevs av Tcheng Ngo Liou. Quercus hopeiensis ingår i släktet ekar, och familjen bokväxter. Inga underarter finns listade.